# El libro del amor
El libro del amor (en inglés: Book of Love) es una película de comedia romántica de 2022 dirigida por Analeine Cal y Mayor, quien coescribió el guion con David Quantick. Está protagonizada por Sam Claflin y Verónica Echegui. Es una coproducción internacional de Estados Unidos, Reino Unido y México. La película se estrenó en Estados Unidos en Amazon Prime Video el 4 de febrero de 2022, en el Reino Unido por Sky Cinema el 12 de febrero y en cines en México el 21 de abril.

## Sinopsis
Henry, un escritor fracasado, se lleva una sorpresa al descubrir por qué su libro es un éxito en México: María, la traductora, ha convertido su insulsa novela en una apasionante narración erótica.

## Elenco
- Sam Claflin como Henry Copper
- Verónica Echegui como María Rodríguez
- Lucy Punch como Jen
- Horacio García Rojas como Antonio
- Horacio Villalobos como Pedro
- Laura de Ita como Rosa
- Fernando Becerril como Max Rodríguez
- Ruy Gaytán como anfitrión
- Giovani Florido como Miguel
- Remmie Milner como dueña de una librería

## Producción
En febrero de 2021 se anunció que Sam Claflin y Verónica Echegui protagonizarían la película de comedia romántica Book of Love, con Analeine Cal y Mayor dirigiendo a partir de un guion de David Quantick.
La fotografía principal se llevó a cabo de marzo a abril de 2021 en San Cristóbal de las Casas, Palenque y Tuxtla Gutiérrez, en el estado mexicano de Chiapas, en medio de la pandemia de COVID-19. Originalmente, el rodaje estaba previsto que se llevara a cabo en las Islas Canarias, España, pero debido a las restricciones de viaje de COVID-19, Claflin y los productores británicos no pudieron ingresar al país, por lo que la producción se trasladó a México.

## Lanzamiento
La película se estrenó por primera vez en cines en Ucrania y Emiratos Árabes Unidos el 6 de enero de 2022. La película se estrenó en Estados Unidos y Canadá en Amazon Prime Video el 4 de febrero de 2022, y en Reino Unido en Sky Cinema el 12 de febrero. En México, fue estrenada en cines el 21 de abril de 2022 por Zima Entertainment.

## Recepción
En el sitio web Rotten Tomatoes, la película tiene un índice de aprobación del 50% según 42 reseñas, con una calificación promedio de 5,4/10. El consenso de los críticos del sitio web dice: "La dulce promesa de la divertida premisa de Book of Love queda frustrantemente incumplida, aunque puede ser lo suficientemente esponjosa como para hacer cosquillas a los fanáticos de las comedias románticas poco exigentes". Metacritic, que utiliza un promedio ponderado, asignó a la película una puntuación de 44 sobre 100, basada en 5 críticas, lo que indica "críticas mixtas o promedio".
Tomris Laffly de Variety declaró: "Si bien el amable juego de Analeine Cal y Mayor no domina el lenguaje loco, aún celebra dignamente el arte del sexo y el romance a través de una encantadora historia de opuestos". James Croot de Stuff opinó: "Lo que podría haber sido una comedia intercultural vergonzosa es en realidad un juego sorprendentemente entretenido", y agregó que "Claflin y Echegui venden con éxito la premisa y los remates".
Gary Goldstein de Los Angeles Times elogió las actuaciones de Claflin y Echegui y escribió: "A pesar de ser a menudo absurda, la comedia intercultural Book of Love es un espectáculo entretenido. Simplemente no rasques ni un poquito debajo de su brillante y superficie artificial." James Verniere del Boston Herald calificó la película con una B+ y afirmó: "No es el diario de Bridget Jones. Pero es más exótico, y es mejor que esa empalagosa tontería Me Before You (2016) que Claflin hizo con Emilia Clarke.
Natalia Winkelman de The New York Times criticó la actuación de Claflin y comentó que "hay algo cansado y cliché en el hecho de que una mujer mexicana sea encargada de ayudar a un duddy británico a abrazar el sabor narrativo". Benjamin Lee, de The Guardian, calificó la película con una de cinco estrellas y concluyó: "Se espera que las comedias románticas sean artificiales y rebuscadas; es un género que permite muchas excepciones, pero en realidad no deberían ser así de aburrido."
En octubre de 2022, la película ganó el Premio Imagen al Mejor Programa de Primetime – Especial o Película.